# Gelachernes kolombangarensis
Gelachernes kolombangarensis är en spindeldjursart som beskrevs av Beier 1970. Gelachernes kolombangarensis ingår i släktet Gelachernes och familjen blindklokrypare. Inga underarter finns listade i Catalogue of Life.